# Microsema pazata
Microsema pazata är en fjärilsart som beskrevs av Charles Oberthür 1912. Microsema pazata ingår i släktet Microsema och familjen mätare. Inga underarter finns listade i Catalogue of Life.